# Friedrich August Fricke
Friedrich August Fricke (* 1784 in Leipzig; † 1858 ebenda) war ein deutscher Maler, Zeichner und Lithograf.

## Leben

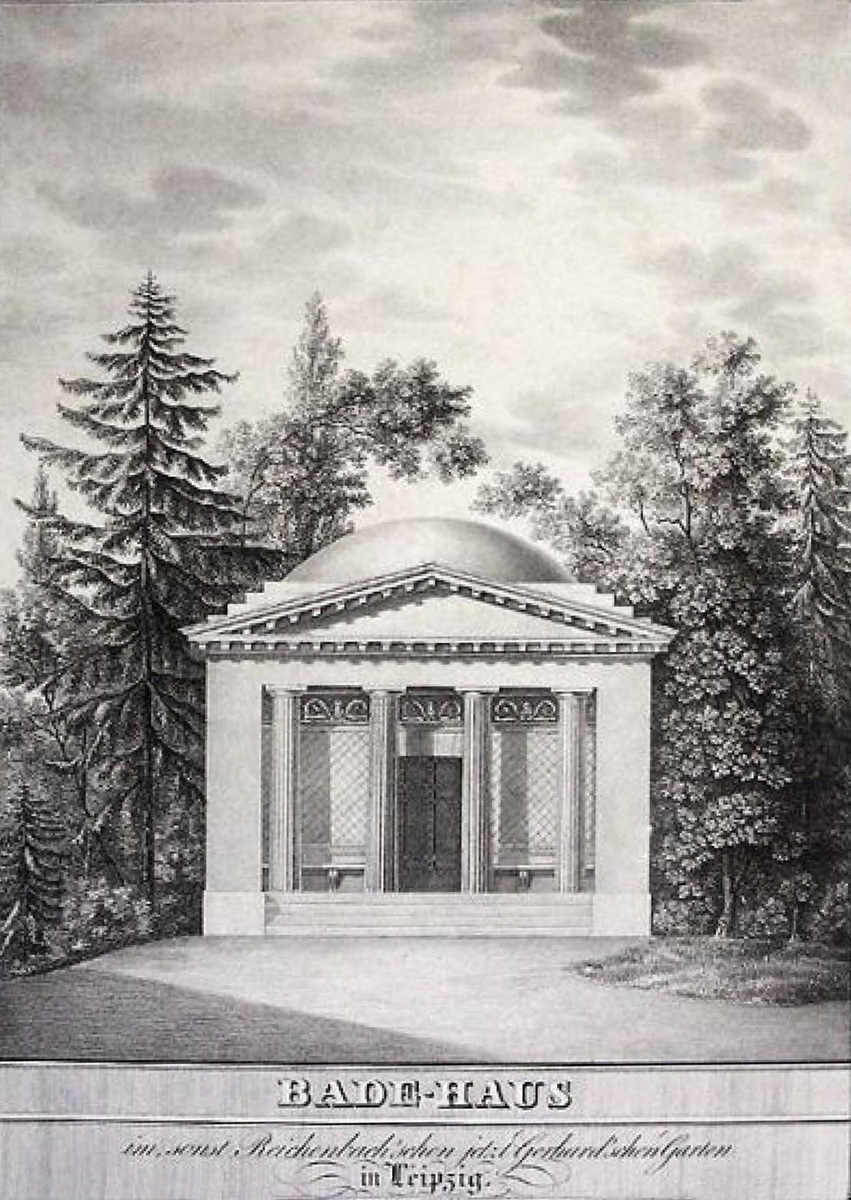
Badehaus im Reichenbachschen Garten in Leipzig

Friedrich August Fricke ist seit 1819 in Leipzig als Künstler nachweisbar, wo er bis zu seinem Lebensende tätig war. Er zeichnete neben Bildnissen und Landschaften auch Architektur, darunter den biedermeierlichen Reichenbachschen oder auch Gerhardschen Garten in Leipzig in sieben Blättern. Fricke zählt zu den frühen Lithografen in Leipzig. Er gab diverse Zeichenvorlagen heraus.
Der evangelische Theologe Gustav Adolf Fricke war sein Sohn. Den künstlerischen Nachlass von Friedrich August nahm der Schwiegersohn seines Sohnes, der Superintendent Georg Buchwald in Rochlitz in Verwahrung. Dessen Nachlass befindet sich im Evangelischen Zentralarchiv in Berlin.

## Zeichenvorlagen
- Der vollkommene Blumenzeichner, 1820 und 1824
- Der Landschaftszeichner, vier Bände, 1820
- Stammbuchzeichnungen, 1823
- Verzierungen im antiken Geschmack, 1831 und 1851
- Studien für die höhere Zeichenkunst nach Antiken, zwei Bände, 1831

## Bücher
- Die römischen Kaiser des abendländischen Reiches: In chronologischer Folge von Julius Cäsar bis Romulus Augustulus: 82 Köpfe nach Antiken. zwei Bände, Köhler, 1828.